# Sugenheim
Sugenheim est une commune de Bavière (Allemagne), située dans l'arrondissement de Neustadt an der Aisch-Bad Windsheim, dans le district de Moyenne-Franconie.

## Galerie

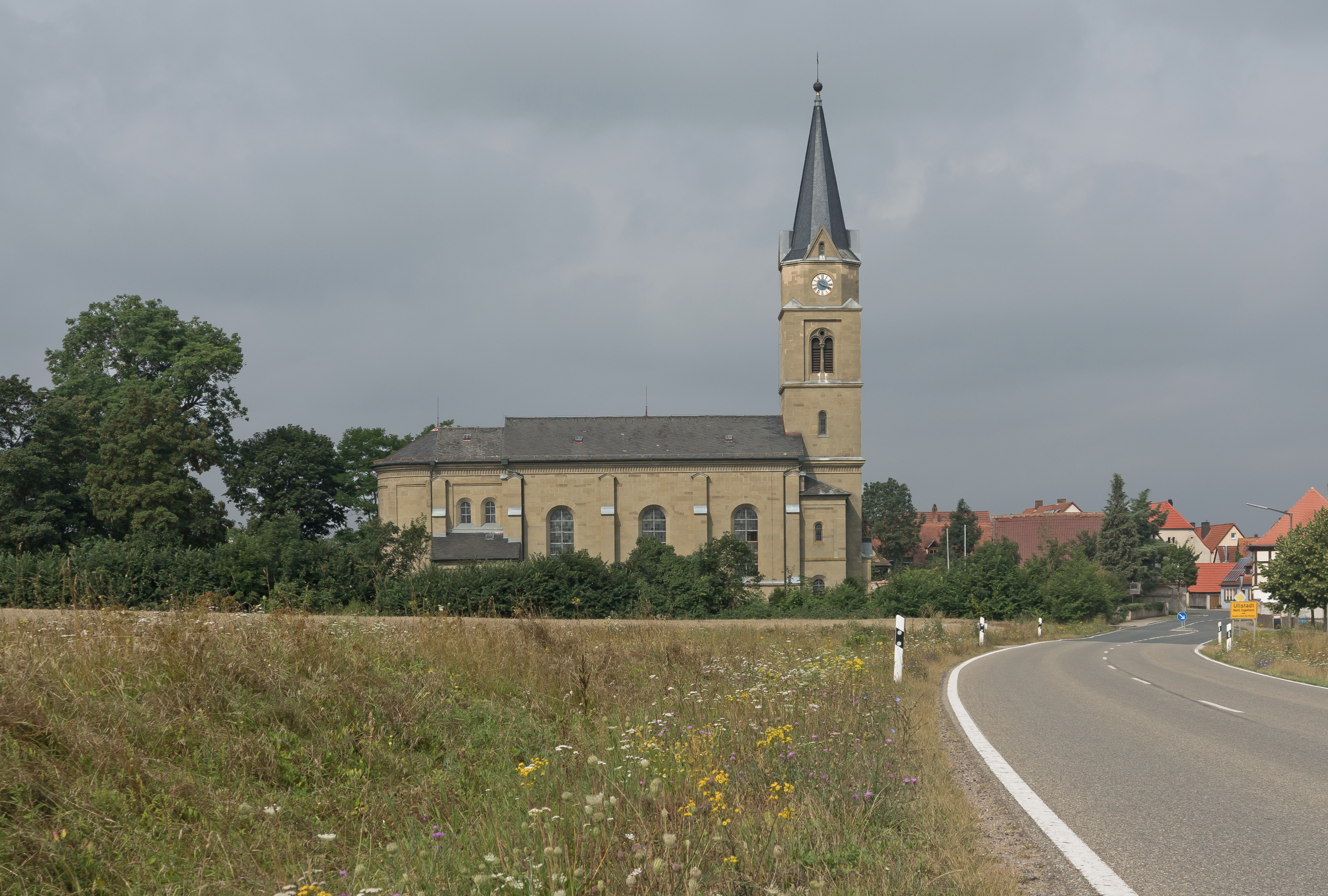
Ullstadt, l'église catholique: Pfarrkirche Mariä Himmelfahrt
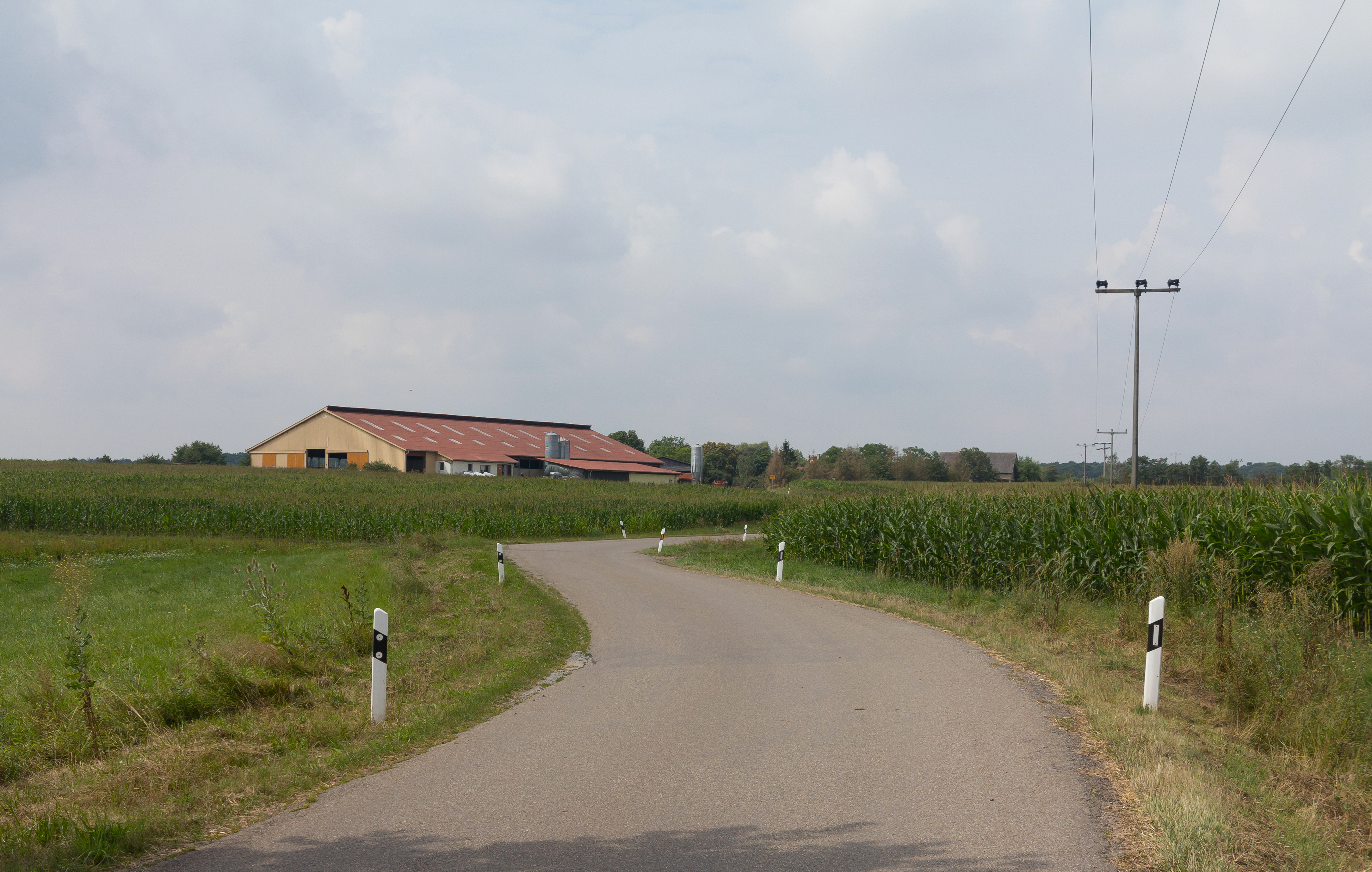
Rüdern, ferme
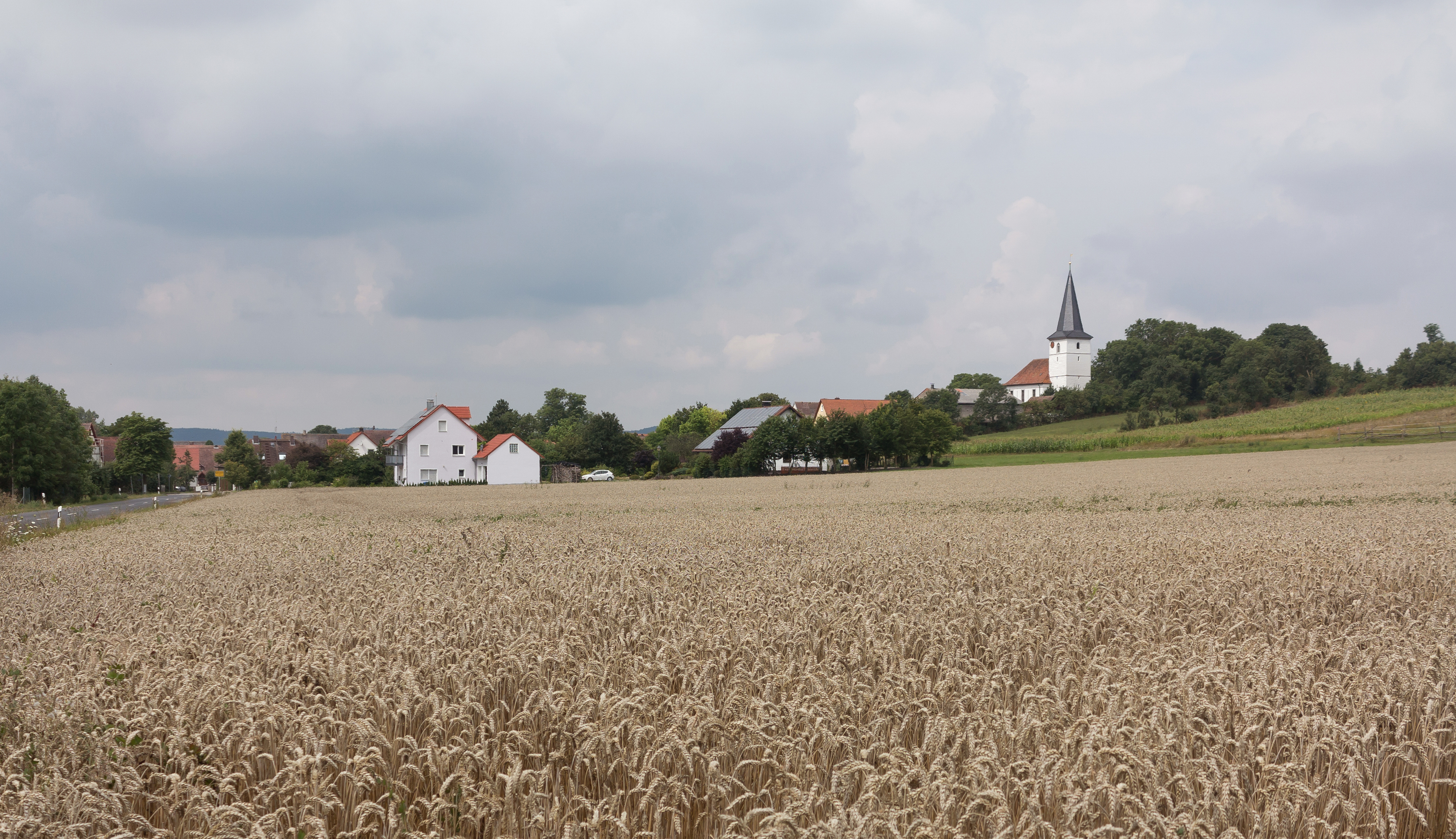
Ezelheim, vue sur le village
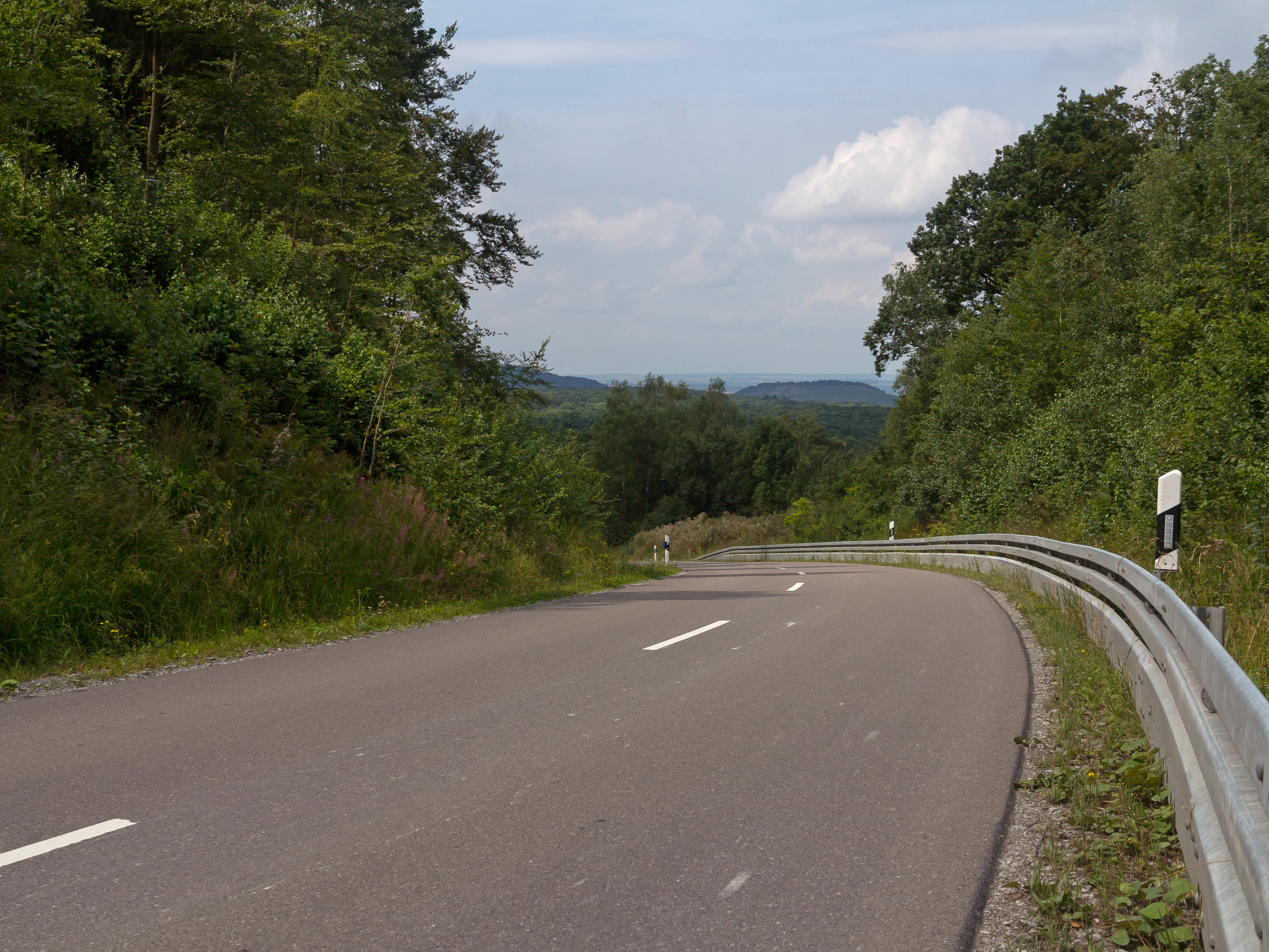
panorama près de Krassolzheim